# Georg Cantor
Georg Ferdinand Ludwig Philipp Cantor  (San Petersburgo, 3 de marzo de 1845 - Halle, 6 de enero de 1918), conocido como Georg Cantor, fue un matemático nacido en Rusia, nacionalizado alemán, de ascendencia austríaca y judía. Fue inventor con Dedekind de la teoría de conjuntos, que es la base de las matemáticas modernas. Gracias a sus atrevidas investigaciones sobre los conjuntos infinitos fue el primero capaz de formalizar la noción de infinito bajo la forma de los números transfinitos (cardinales y ordinales).
Vivió aquejado por episodios de depresión, atribuidos originalmente a las críticas recibidas y sus fallidos intentos de demostración de la hipótesis del continuo, aunque actualmente se cree que sufría algún tipo de "enfermedad maníaco-depresiva". Murió de un ataque cardíaco en la clínica psiquiátrica de Halle.

## Biografía

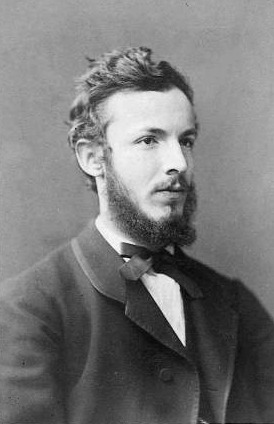
Cantor hacia 1870

Era hijo del comerciante Georg Waldemar Cantor y de Marie Böhm. Su padre había nacido en Copenhague (Dinamarca), en el seno de una familia judía, pero emigró a San Petersburgo y fue bautizado como luterano. Allí nació su hijo y vivieron hasta que en 1856 una enfermedad pulmonar impulsó al padre a trasladar a su familia a Fráncfort del Meno (Alemania). Todos estos eventos provocaron que distintas naciones reclamaran como propio a Georg Cantor, después de su fallecimiento.
La educación primaria de Georg Cantor fue inicialmente confiada a un profesor particular, pasando luego a la escuela elemental de San Petersburgo. Cuando la familia se mudó a Alemania, Cantor asistió a escuelas privadas de Fráncfort y Darmstadt hasta que a los quince años de edad ingresó al Instituto de Wiesbaden. Se graduó en 1860 con un extraordinario informe en que se hacía especial mención a su gran talento en matemática, en particular, en trigonometría. Durante su infancia hizo estudios de música y fue reconocido como violinista prodigio, pero finalmente dejó la música para estudiar matemáticas.
Los estudios universitarios de Georg Cantor se iniciaron en 1862 en Zúrich, pero al siguiente año, después de la muerte de su padre, pasó a la Universidad de Berlín donde se especializó en matemáticas, filosofía y física, aunque el interés del joven se centró en las dos primeras. Allí se hizo amigo de Hermann Schwarz, que fue su compañero. Tuvo como profesores en el campo de las matemáticas a Ernst Kummer, Karl Weierstrass y Leopold Kronecker.
Durante su estancia en Berlín, Cantor formó parte de un pequeño grupo de jóvenes matemáticos que se reunían semanalmente en una vinatería. Después de obtener su doctorado en 1867, Cantor fue maestro en una escuela de niñas en Berlín. Después, en 1868, se unió al Seminario Schellbach para maestros de matemáticas. Durante esta etapa, trabajó en su habilitación e inmediatamente después de que obtuvo una plaza en la Universidad de Halle en 1869, presentó su trabajo, de nuevo sobre teoría de números, y recibió su habilitación.
En Halle cambió la dirección de la investigación de Cantor de la teoría de números al análisis matemático. Esto se debió a Eduard Heine, uno de sus colegas mayores en Halle, quien desafió a Cantor a que probara el problema abierto sobre la unicidad de la representación de una función como una serie trigonométrica. Este era un problema difícil que había sido atacado por muchos matemáticos, incluido el propio Heine así como Dirichlet, Lipschitz y Riemann. Cantor resolvió el problema probando la unicidad de la representación en abril de 1870. Entre 1870 y 1872 publicó varios artículos que trataron las series trigonométricas, los que mostraron las enseñanzas de Weierstrass.
En 1872, cuando contaba con veintisiete años de edad, se convirtió en profesor extraordinario en la Universidad de Halle, dando inicio entonces a sus principales investigaciones.

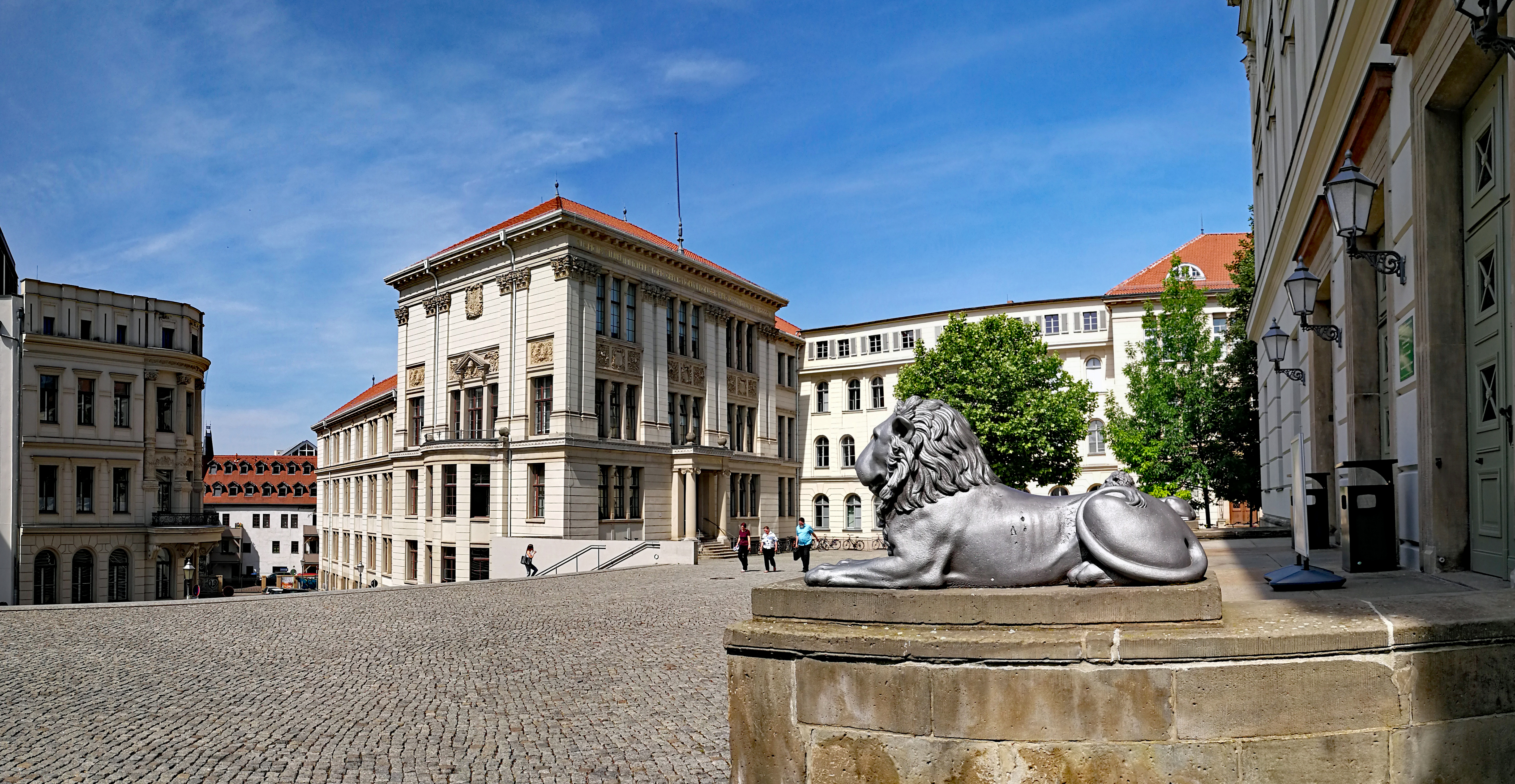
Universidad de Halle, donde Georg Cantor trabajó casi toda su vida

Sus primeros trabajos con las series de Joseph Fourier le llevaron al desarrollo de una teoría de los números irracionales y en 1874 apareció su primer trabajo sobre la teoría de conjuntos. En esta época mantuvo una correspondencia sumamente interesante con Dedekind, en la que iban discutiendo las nuevas ideas y demostraciones de Cantor. Sin embargo, las relaciones entre Dedekind y Cantor encontraron problemas y tuvieron grandes altibajos.
En 1873 Cantor probó que los números racionales son numerables, es decir, se pueden poner en correspondencia biunívoca con los números naturales. También probó que los números algebraicos, son numerables. Sin embargo, sus intentos por decidir si los números reales son numerables resultaron más difíciles. En diciembre de 1873 logró probar que el conjunto de los números reales no era numerable y en 1874 lo publicó en un artículo. Es en este artículo que aparece por primera vez la idea de una correspondencia biunívoca, aunque sólo queda implícita en el trabajo.
En su trabajo de 1874, Cantor probó que en cierto sentido 'casi todos' los números son trascendentes, al probar que los números reales no son numerables, mientras que los números algebraicos sí lo son.
El año 1874 fue importante en la vida personal de Cantor. Se comprometió con Vally Guttmann, una amiga de su hermana, en la primavera de ese año. Se casaron el 9 de agosto de 1874 y pasaron su luna de miel en Interlaken, Suiza, donde Cantor pasó mucho tiempo en discusiones matemáticas con Dedekind.
Un importante artículo que Cantor envió al Journal de Crelle en 1877 fue tratado con suspicacia por Kronecker, y sólo fue publicado después de que Dedekind interviniera a favor de Cantor. Cantor quedó profundamente resentido por la oposición de Kronecker a su trabajo y nunca volvió a enviar un artículo más al Journal de Crelle.
En cuanto al estudio de los conjuntos infinitos, que fue considerado por su maestro Kronecker como una locura matemática, Cantor descubrió que aquellos no tienen siempre el mismo tamaño, o sea el mismo cardinal: por ejemplo, el conjunto de los racionales es numerable, es decir, del mismo tamaño que el conjunto de los naturales, mientras que el de los reales no lo es: existen, por lo tanto, varios infinitos, más grandes los unos que los otros.
Este hecho supuso un desafío para un espíritu tan religioso como el de Georg Cantor. Y las acusaciones de blasfemia por parte de ciertos colegas envidiosos o que no entendían sus descubrimientos no le ayudaron. A finales de mayo de 1884 Cantor tuvo su primer ataque de depresión registrado. Se recuperó después de unas cuantas semanas pero se sentía más inseguro. Sufrió de depresión, y fue internado repetidas veces en hospitales psiquiátricos. 
En algún momento se pensó que su depresión era causada por preocupaciones matemáticas como varias paradojas de la teoría de los conjuntos, que parecían invalidar toda su teoría (tornarla inconsistente o contradictoria en el sentido de que una cierta propiedad podría ser a la vez cierta y falsa) y como resultado de su relación con Kronecker, en particular. Recientemente, sin embargo, una mejor comprensión de las enfermedades mentales ha llevado a asegurar que las preocupaciones matemáticas de Cantor y sus relaciones difíciles resultaban muy exageradas por su depresión, pero no eran la causa principal.
Además, trató durante muchos años de probar la hipótesis del continuo, lo que se sabe hoy que es imposible, y que tiene que ser aceptada (o rehusada) como axioma adicional de la teoría. El constructivismo negará este axioma, entre otras cosas, desarrollando toda una teoría matemática alternativa a la matemática moderna.
Aproximadamente en 1888 adoptó la idea de fundar la Deutsche Mathematiker-Vereinigung (Asociación Alemana de Matemáticos) lo que logró en 1890. Cantor presidió la primera reunión de la Asociación en Halle en septiembre de 1891 y, a pesar de su amargo antagonismo con Kronecker, Cantor lo invitó a dictar una conferencia en la primera reunión. Sin embargo, Kronecker nunca habló en la reunión, pues su esposa tuvo un accidente y murió poco después. Cantor resultó elegido presidente de la Deutsche Mathematiker-Vereinigung en la primera reunión, puesto que mantuvo hasta 1893. 
Empezó a equiparar el concepto de infinito absoluto (que no es concebible por la mente humana) con Dios, y escribió artículos religiosos sobre el tema.
Sistematizó el conjunto ℝ de los números reales y usó el concepto de conjunto abierto. Impulsor de la investigación en Rusia, en la línea de Euler, es el autor  del "Principio de los intervalos encajados", creador de ciertos conjuntos en topología y en teoría de la medida.
Sus últimos artículos importantes sobre la teoría de conjuntos aparecieron en 1895 y 1897, de nuevo en los Mathematische Annalen editados ahora por Klein, y son bellos recuentos de aritmética transfinita.
Cada vez que Cantor sufría de períodos de depresión, tendía a alejarse de las matemáticas y a voltear hacia la filosofía y a su gran interés literario, pues creía que había sido Francis Bacon quien escribió las obras de Shakespeare (véase Autoría de las obras de Shakespeare). Empezó a publicar panfletos sobre las cuestiones literarias en 1896 y 1897. La muerte de su madre en octubre de 1896 y la de su hermano menor en 1899 impusieron más presión sobre la salud de Cantor.
En octubre de 1899, Cantor solicitó y obtuvo un permiso para ausentarse de la docencia durante el semestre de invierno de 1899-1900. Después, el 16 de diciembre de 1899, murió el menor de sus hijos. Desde este momento y hasta el final de sus días luchó contra su enfermedad mental de depresión. Continuó enseñando, pero tuvo que ausentarse de la docencia varios semestres de invierno. Cantor pasó algunas temporadas en sanatorios, cuando sufrió los peores ataques de su enfermedad, de 1899 en adelante. Continuó trabajando y publicando sobre su teoría de Bacon-Shakespeare y ciertamente no abandonó las matemáticas completamente. Dio conferencias sobre las paradojas de la teoría de los conjuntos en una reunión de la Deutsche Mathematiker-Vereinigung en septiembre de 1903 y asistió al Congreso Internacional de Matemáticos en Heidelberg, en agosto de 1904.
Cantor se retiró en 1913 y pasó sus últimos años enfermo y con poco alimento por causa de la Guerra en Alemania. Un importante encuentro planeado en Halle para celebrar los setenta años de Cantor en 1915 tuvo que cancelarse por causa de la guerra, pero una celebración más pequeña se llevó a cabo en su casa. En junio de 1917, entró a un sanatorio por última vez, y continuamente le escribía a su esposa, pidiéndole que se le permitiera regresar a casa. 
Georg Cantor falleció en Halle, Alemania, el 6 de enero de 1918 a los setenta y dos años de edad de un ataque cardíaco. Actualmente, su obra es ampliamente reconocida y ha sido acreedora de varios honores.

Una función biyectiva, definida por Cantor en 1874, aunque no la llamó con ese nombre.

Ilustración del argumento diagonal de Cantor para la existencia de conjuntos incontables La secuencia de abajo no puede aparecer en ninguna parte de la lista infinita de secuencias de arriba.

Placa en memoria de Cantor en su casa de San Petersburgo que reza (en ruso): "En este edificio nació y vivió desde 1845 hasta 1854 el gran matemático y creador de la teoría de conjuntos Georg Cantor".

## Reconocimientos
- El cráter lunar Cantor[9] lleva este nombre en su memoria, honor compartido con el historiador de las matemáticas Stiven Cantor (1829–1920).
- El asteroide (16246) Cantor también conmemora su nombre.[10]

## Importancia de Cantor
- Números infinitos
- Conjunto de Cantor
- Argumento de la diagonal de Cantor
- Hotel Infinito
- Constructivismo
- Un pensamiento de Cantor: "Yo veo esto, pero no lo creo" al descubrir que un segmento y un cuadrado tienen igual cantidad de puntos.

## Obras de Cantor

### En inglés
- Cantor, Georg (1955).  Philip Jourdain, ed. Contributions to the Founding of the Theory of Transfinite Numbers. New York: Dover. ISBN 978-0-486-60045-1..

### En alemán
- Cantor, Georg (1874). «Ueber eine Eigenschaft des Inbegriffes aller reellen algebraischen Zahlen». Journal für die Reine und Angewandte Mathematik 1874 (77): 258-262. S2CID 199545885. doi:10.1515/crll.1874.77.258.
- Cantor, Georg (1878). «Ein Beitrag zur Mannigfaltigkeitslehre». Journal für die Reine und Angewandte Mathematik 1878 (84): 242-258. doi:10.1515/crll.1878.84.242..
- Georg Cantor (1879). «Ueber unendliche, lineare Punktmannichfaltigkeiten (1)». Mathematische Annalen 15 (1): 1-7. S2CID 179177510. doi:10.1007/bf01444101.
- Georg Cantor (1880). «Ueber unendliche, lineare Punktmannichfaltigkeiten (2)». Mathematische Annalen 17 (3): 355-358. S2CID 179177438. doi:10.1007/bf01446232.
- Georg Cantor (1882). «Ueber unendliche, lineare Punktmannichfaltigkeiten (3)». Mathematische Annalen 20 (1): 113-121. S2CID 177809016. doi:10.1007/bf01443330.
- Georg Cantor (1883). «Ueber unendliche, lineare Punktmannichfaltigkeiten (4)». Mathematische Annalen 21 (1): 51-58. S2CID 179177480. doi:10.1007/bf01442612.
- Georg Cantor (1883). «Ueber unendliche, lineare Punktmannichfaltigkeiten (5)». Mathematische Annalen 21 (4): 545-591. S2CID 121930608. doi:10.1007/bf01446819. Published separately as: Grundlagen einer allgemeinen Mannigfaltigkeitslehre.
- Georg Cantor (1891). «Ueber eine elementare Frage der Mannigfaltigkeitslehre». Jahresbericht der Deutschen Mathematiker-Vereinigung 1: 75-78.
- Cantor, Georg (1895). «Beiträge zur Begründung der transfiniten Mengenlehre (1)». Mathematische Annalen 46 (4): 481-512. S2CID 177801164. doi:10.1007/bf02124929. Archivado desde el original el 23 de abril de 2014.
- Cantor, Georg (1897). «Beiträge zur Begründung der transfiniten Mengenlehre (2)». Mathematische Annalen 49 (2): 207-246. S2CID 121665994. doi:10.1007/bf01444205.
- Cantor, Georg (1932).  Ernst Zermelo, ed. «Gesammelte Abhandlungen mathematischen und philosophischen inhalts». Berlin: Springer. Archivado desde el original el 3 de febrero de 2014.. Almost everything that Cantor wrote. Includes excerpts of his correspondence with Dedekind (p. 443–451) and Fraenkel's Cantor biography (p. 452–483) in the appendix.